# Myspace
Myspace – serwis społeczności internetowej założony w 2003 roku przez Toma Andersona i Chrisa DeWolfe’a, będący do 15 czerwca 2009 na 11. miejscu wśród najbardziej popularnych stron WWW w Internecie. Serwis był notowany w rankingu Alexa na miejscu 2 413.
Serwis ten umożliwia przede wszystkim komunikację pomiędzy internautami i nawiązywanie drogą elektroniczną znajomości. Szczególnie pomocny jest w tym tzw. profil, czyli prywatna strona użytkownika, na której może on krótko napisać o sobie i swoich zainteresowaniach. Serwis oferuje między innymi możliwość tworzenia własnych galerii zdjęć oraz profili muzycznych.
Jak podają twórcy portalu, konta założyło ponad 250 milionów osób z całego świata. Z Myspace korzystali szczególnie chętnie przedstawiciele branży muzycznej, filmowej i telewizyjnej. Była to szczególnie skuteczna forma promocji dla młodych grup muzycznych, które umieszczają próbki swojej twórczości w miejscu łatwo dostępnym dla potencjalnych nabywców.

## Historia
W 2005 roku Myspace został zakupiony przez medialnego potentata Ruperta Murdocha za 580 milionów dolarów.
W 2006 tygodnik Time nazwał serwis Myspace „metropolią on-line” i uznał (wspólnie z Wikipedią oraz YouTube) za wzorową społeczność internetową, nadając tytuł „Człowieka Roku 2006”.
W czerwcu 2008 pojawiła się polska wersja Myspace, w marcu 2009 roku podjęto decyzję o zamknięciu polskiego biura i zarządzaniu polską wersją z Berlina. W kwietniu tego samego roku podjęto jednak decyzję o kontynuacji działań serwisu z Polski.
29 czerwca 2011 Myspace został przejęty przez spółkę Specific Media. Firma News Corporation sprzedała serwis za 35 milionów dolarów. Niewielka część udziałów należała do Justina Timberlake’a.
11 lutego 2016 MySpace i jej nadrzędna spółka zostały zakupione przez Time Inc.
18 marca 2019 roku ujawniono, że Myspace stracił całą zawartość użytkownika od 2003 do 2015 roku w wyniku nieudanej migracji serwera bez kopii zapasowej. Ponad 50 milionów utworów i treści z 12 lat zostały trwale utracone. W kwietniu 2019 r. Internet Archive odzyskało 490 000 plików MP3 „przy użyciu nieznanych środków w ramach anonimowego badania akademickiego przeprowadzonego w latach 2008–2010”. Piosenki, które zostały przesłane w latach 2008–2010, są wspólnie znane jako „MySpace Dragon Hoard”.